# Gonggong
Gonggong (chiński 共工, pinyin Gònggōng) – bóstwo chińskie. Tradycja konfucjańska uczyniła z niego wasala cesarzy Yao i Shuna, co jest jednak mało wiarygodnym przekazem z uwagi na praktykę "uhistoryczniania" mitologii przez konfucjanistów. Według niekonfucjańskiej tradycji Gonggong był jednym z najpotężniejszych wśród najstarszych chińskich bóstw. Księga Gór i Mórz opisuje go jako postać o ciele węża, z głową człowieka i purpurowymi włosami. Według tego źródła ojcem bóstwa miał być Zhurong. Księga duchów i dziwów z kolei określa Gonggonga jako istotę prostacką i obdarzoną niewielką inteligencją.
Według starego chińskiego mitu Gonggong rywalizował o tron z cesarzem Zhuanxu. Po przegranej ze złości uderzył rogiem w górę Buzhou, odłamując podporę Niebios, powodując kosmiczną katastrofę. Świat od zagłady ocaliła Nüwa, naprawiając złamany filar. Odtąd jednak Ziemia przechylona jest na południowy wschód, na skutek czego w tę stronę do dzisiaj zmierzają wszystkie rzeki.
Imieniem tego bóstwa nazwano duży obiekt transneptunowy (225088) Gonggong.